# Calea Victoriei
Calea Victoriei (avinguda de la Victòria) és una avinguda important al centre de Bucarest. Situat al sector 1 i amb una longitud de 27 quilòmetres, des de Splaiul Independenței (que va paral·lel al riu Dâmbovița) al nord i després al nord-oest fins a Piața Victoriei, on Șoseaua Kiseleff continua cap al nord.

## Història

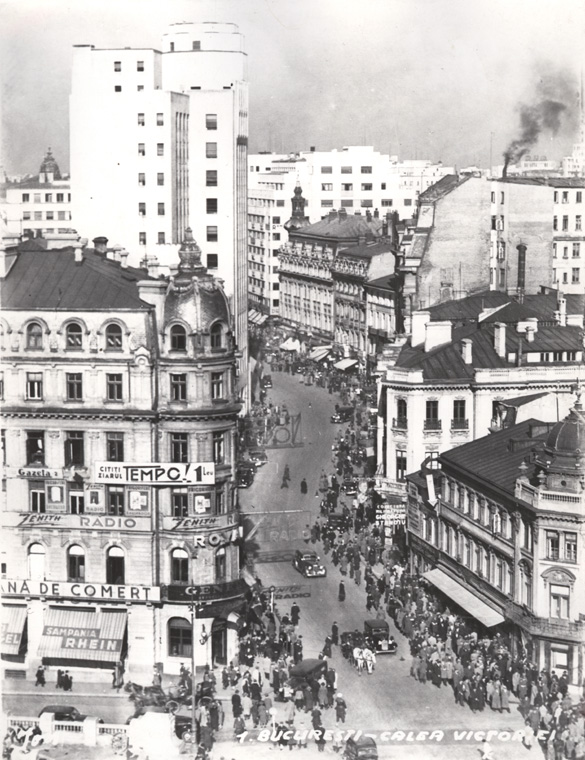
Calea Victoriei el 1935. A l'esquerra hi ha l'Hotel Capitol i a la dreta la Casa Capșa. L'alt edifici és el Palau de Telèfons.

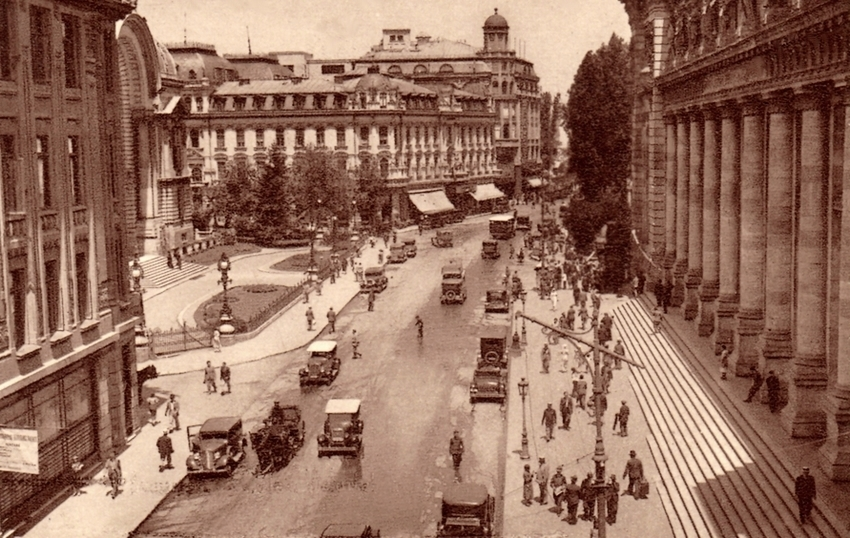
Calea Victoriei als anys quaranta. Palau postal (avui Museu d'Història) i Palau CEC (esquerra).

Inicialment, la carretera es coneixia com Ulița Mare (carrer gran), també coneguda com Drumul Brașovului (carretera Brașov), formant part de la ruta comercial entre Bucarest i la ciutat de Brașov, a Transsilvània. El 1692, el governant Constantin Brâncoveanu va pavimentar la carretera amb fusta i la va regularitzar en part, fent-la passar pels dominis dels Bălăceni, del monestir de Sant Joan, del monestir de Zlătari i dels Cantacuzenes fins al monestir de Sărindari. Des del 1692 es coneixia com a Podul Mogoșoaiei (Carretera pavimentada amb fusta de Mogoșoaia) perquè també connectava el centre de Bucarest amb el palau Mogoșoaia de Brâncoveanu a uns quants quilòmetres de la ciutat.
La majoria de carreteres dels Balcans en aquella època es van enfangar a la primavera i la tardor, i la fusta ho va impedir. En conseqüència, la carretera va ser una de les obres de construcció més importants de la zona i un orgull per als bucurestins. La zona que envolta la carretera es va convertir en la part més de moda de Bucarest: el 1775 es van situar 35 cases boyars
Podul Mogoșoaiei va ser el primer carrer de Bucarest a il·luminar-se amb espelmes durant la nit, a partir del juliol de 1814.
La fusta no era un material molt resistent i sovint es trobava en mal estat, tot i ser reparada diverses vegades (inclosos el 1793 i el 1814). Durant l'ocupació russa dels principats danubians, després de la guerra russo-turca (1828-1829), Pavel Kiseleff, el comandant de les tropes d'ocupació, va construir una extensió des de Piața Victoriei cap al nord, que avui porta el seu nom. El 1842 el camí es va pavimentar amb llambordes. Posteriorment es va actualitzar a asfalt.
La carretera es va canviar el nom de "Calea Victoriei" el 12 d'octubre de 1878, després de la victòria romanesa a la Guerra de la Independència de 1877–1878.
Avui, l'avinguda està plena de noves botigues de moda, botigues d'art, cafeteries i restaurants, cosa que la converteix en una zona comercial de luxe a Bucarest.

## Edificis i monuments
Els principals edificis i monuments al llarg del carrer inclouen (de nord a sud):
- El Palau Cantacuzino, que acull el Museu George Enescu
- Museu de les Col·leccions d'Art
- Palau Știrbey
- L'hotel Athénée Palace, ara Hilton
- Ateneu Romanès
- Museu Nacional d'Art de Romania
- La Biblioteca Central de la Universitat de Bucarest
- Església de Kretzulescu
- Piața Revoluției (plaça de la Revolució), inclòs el Memorial del Renaixement
- Palatul Telefoanelor
- Teatre Odeon
- Casa Capșa
- Palau del Cercle Militar Nacional
- Pasajul Macca-Vilacrosse
- Bucharest Financial Plaza
- Museu Nacional d'Història de Romania, amb l'estàtua de Trajà i la lloba a les seves escales
- Palau CEC

L'avinguda també va ser la llar del teatre Constantin Tănase Revue (a partir del 2006, traslladat al districte de Lipscani) i va ser el lloc de l'antic teatre nacional romanès, just al nord de Palatul Telefoanelor; la façana del teatre desaparegut es replica a la part frontal del Novotel de Bucarest, que es va obrir l'estiu del 2006. L'Ateneu Romanès es troba lleugerament enrere del carrer, amb un petit parc al mig.
Calea Victoriei va ser el carrer d'obres de Bucarest en el període d'entreguerres. Tudor Octavian va escriure: "així es veuria tota Bucarest si ens haguessin permès... si els seus constructors haguessin estat prou intel·ligents...". Després de gairebé mig segle de decadència, recentment ha tornat a aquest paper.

El Museu Nacional d'Art de Romania (l'antic Palau Reial) i la Biblioteca Universitària que hi havia al davant (tots dos danyats a la Revolució de 1989) van ser restaurats als anys noranta; Palatul Telefoanelor es va restaurar entre 1997-2005. També hi ha hagut una reforma contínua dels nombrosos hotels del carrer, inclosos l'Athénée Palace, el Majestic, el Capitol i l'Hotel Capșa; a partir del 2010, el Grand Hotel du Boulevard està en procés de restauració, mentre que la renovació del Continental i del Novotel ha finalitzat.

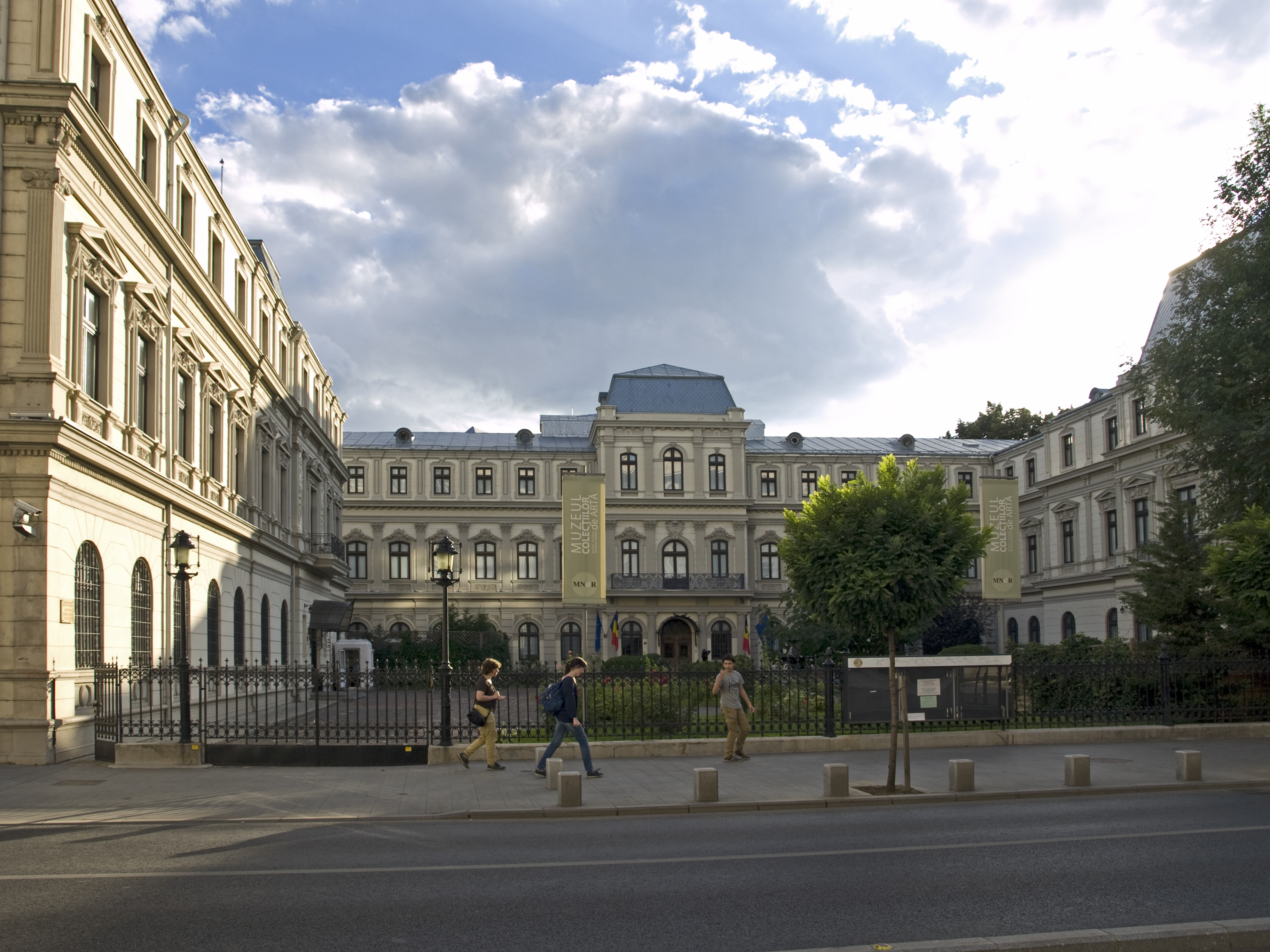
Museu de Col·leccions d'Art
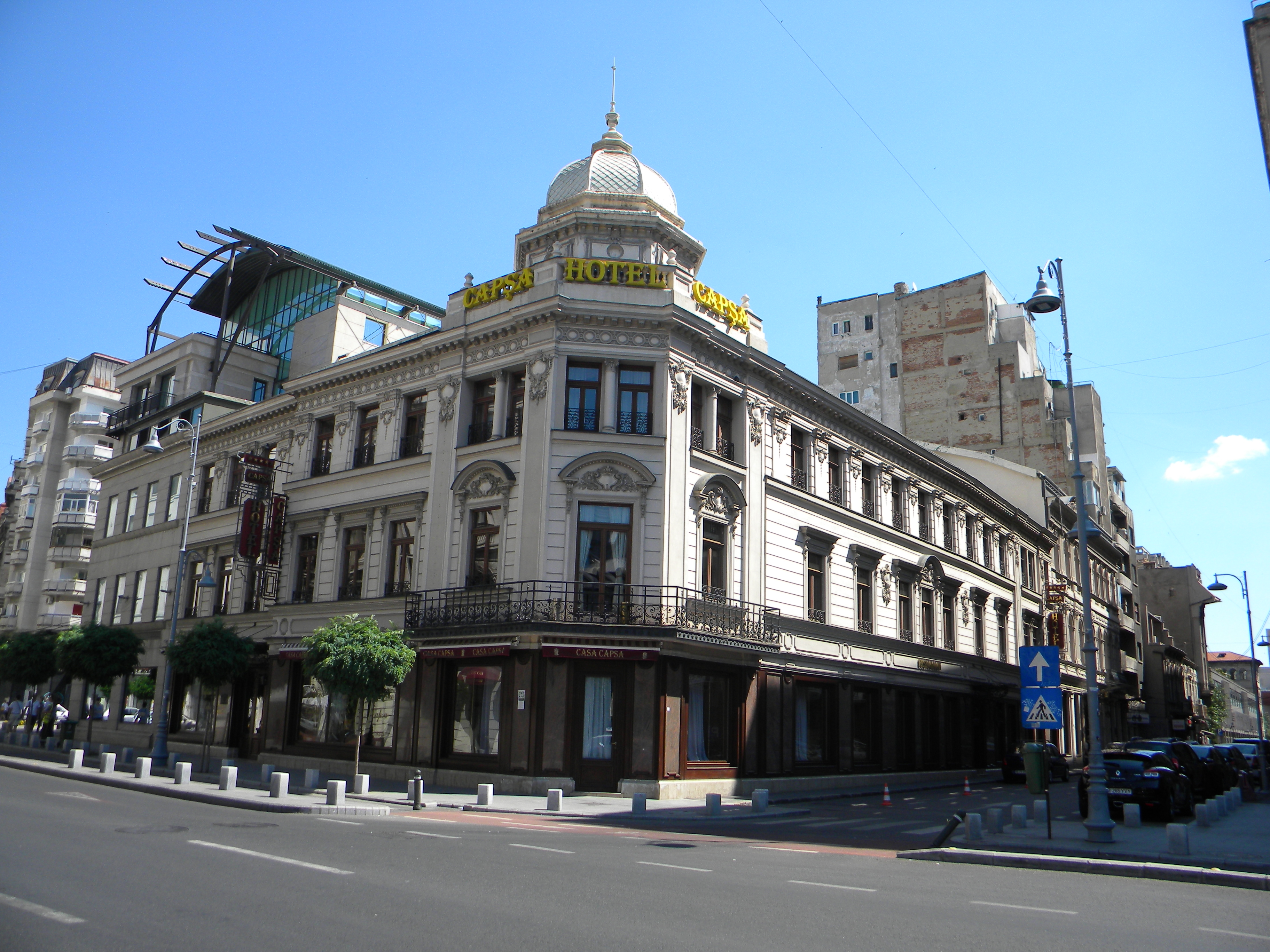
Casa Capșa
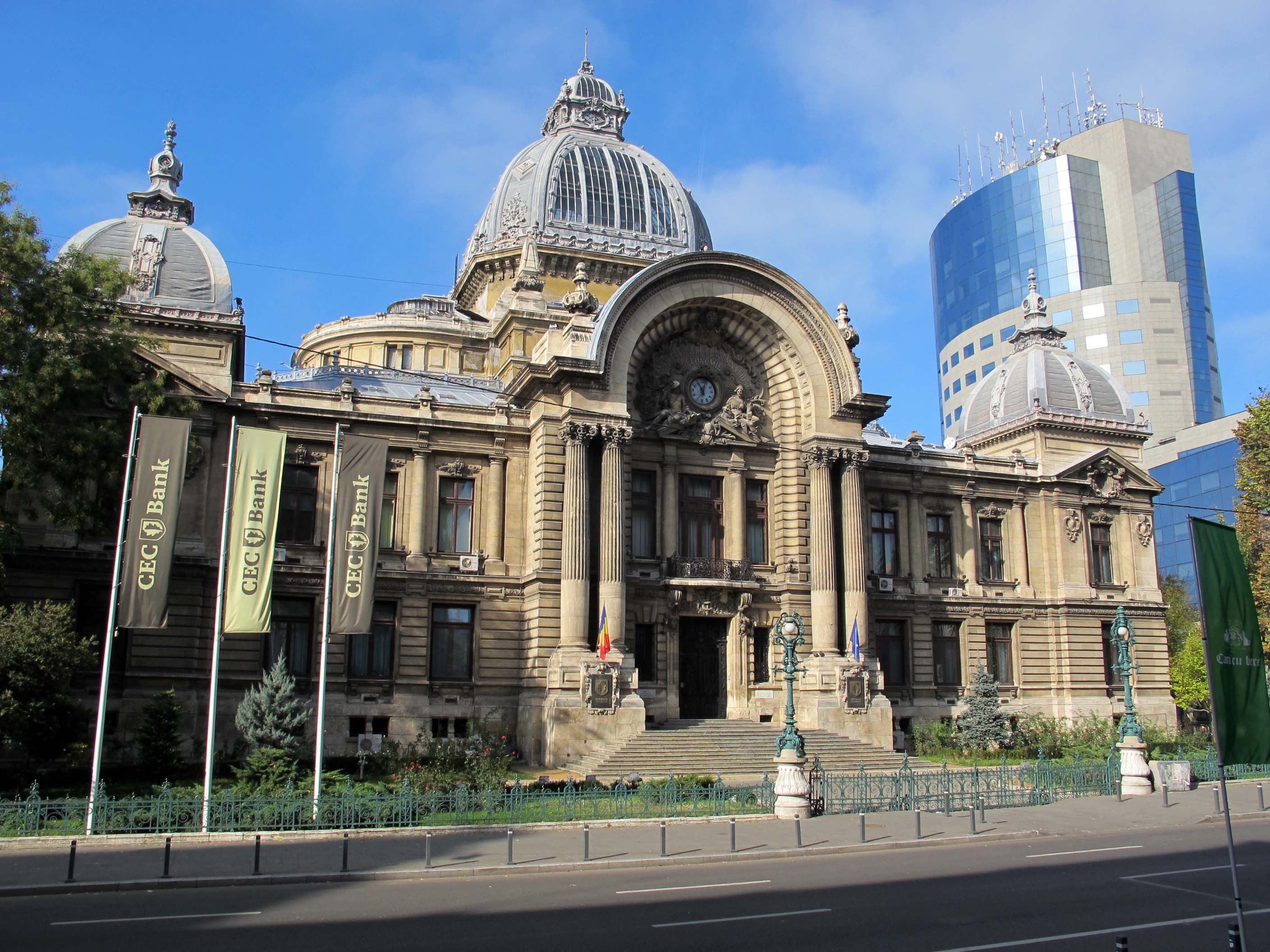
Palau CEC
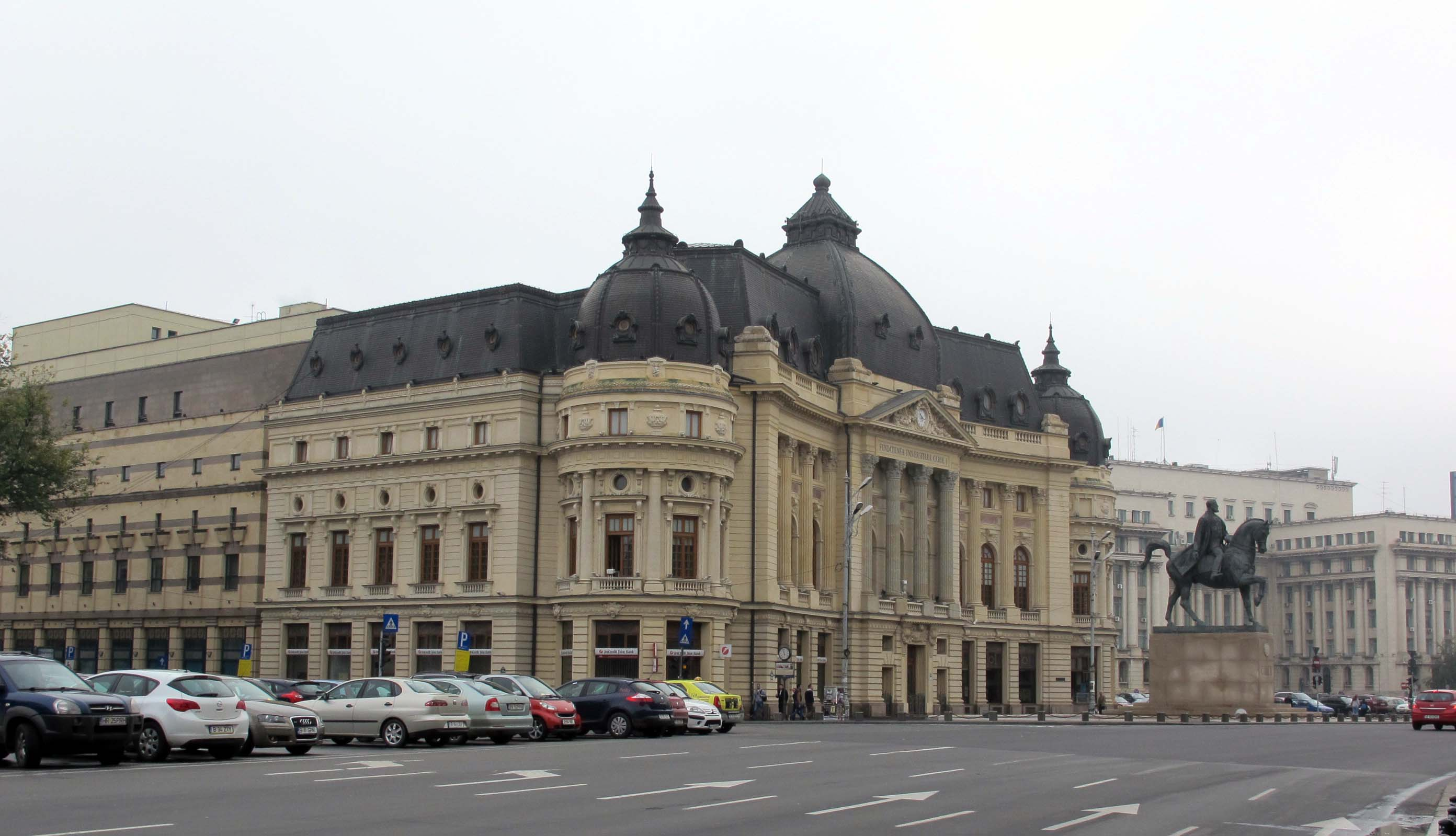
Plaça de la revolució
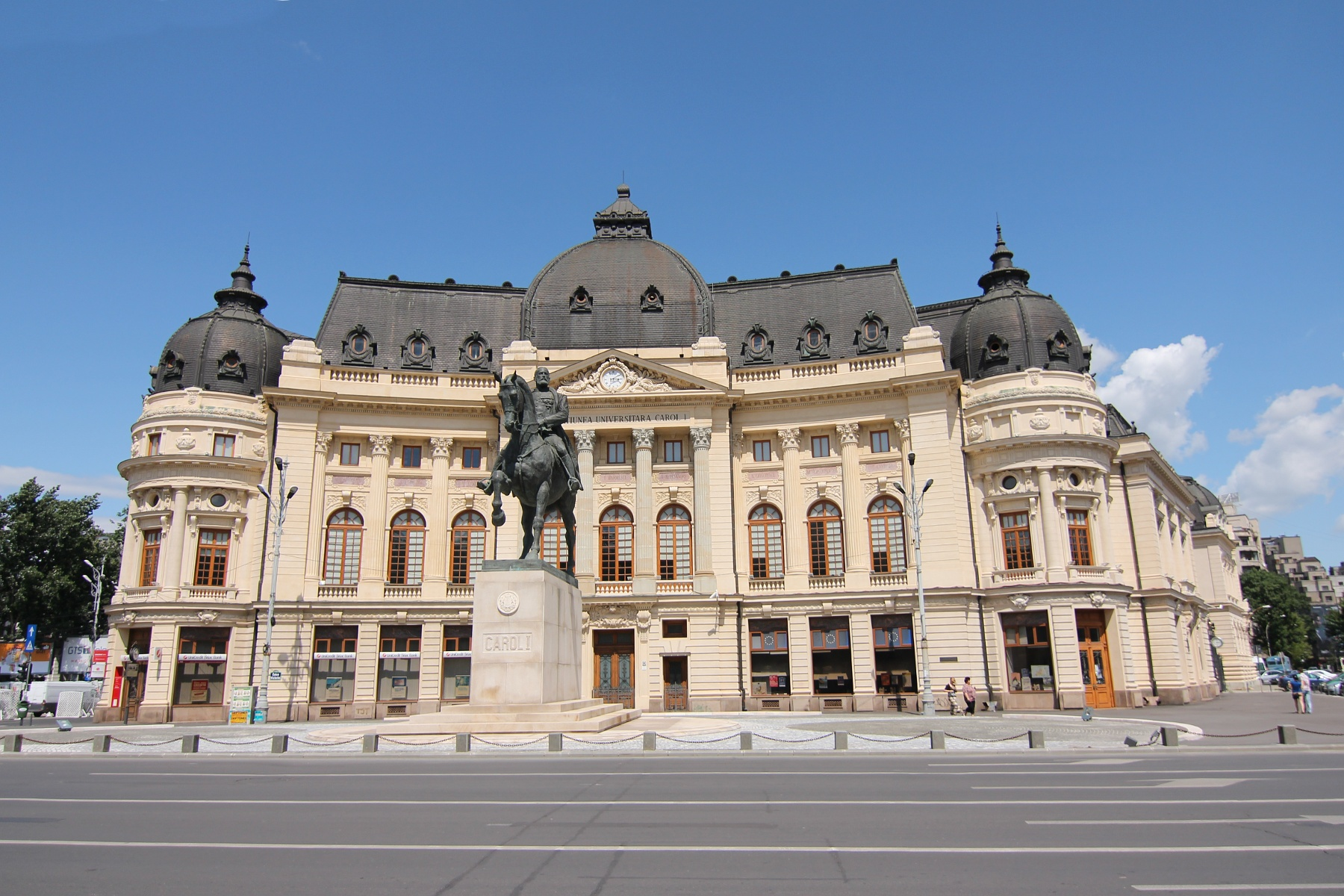
Biblioteca Universitària Nacional
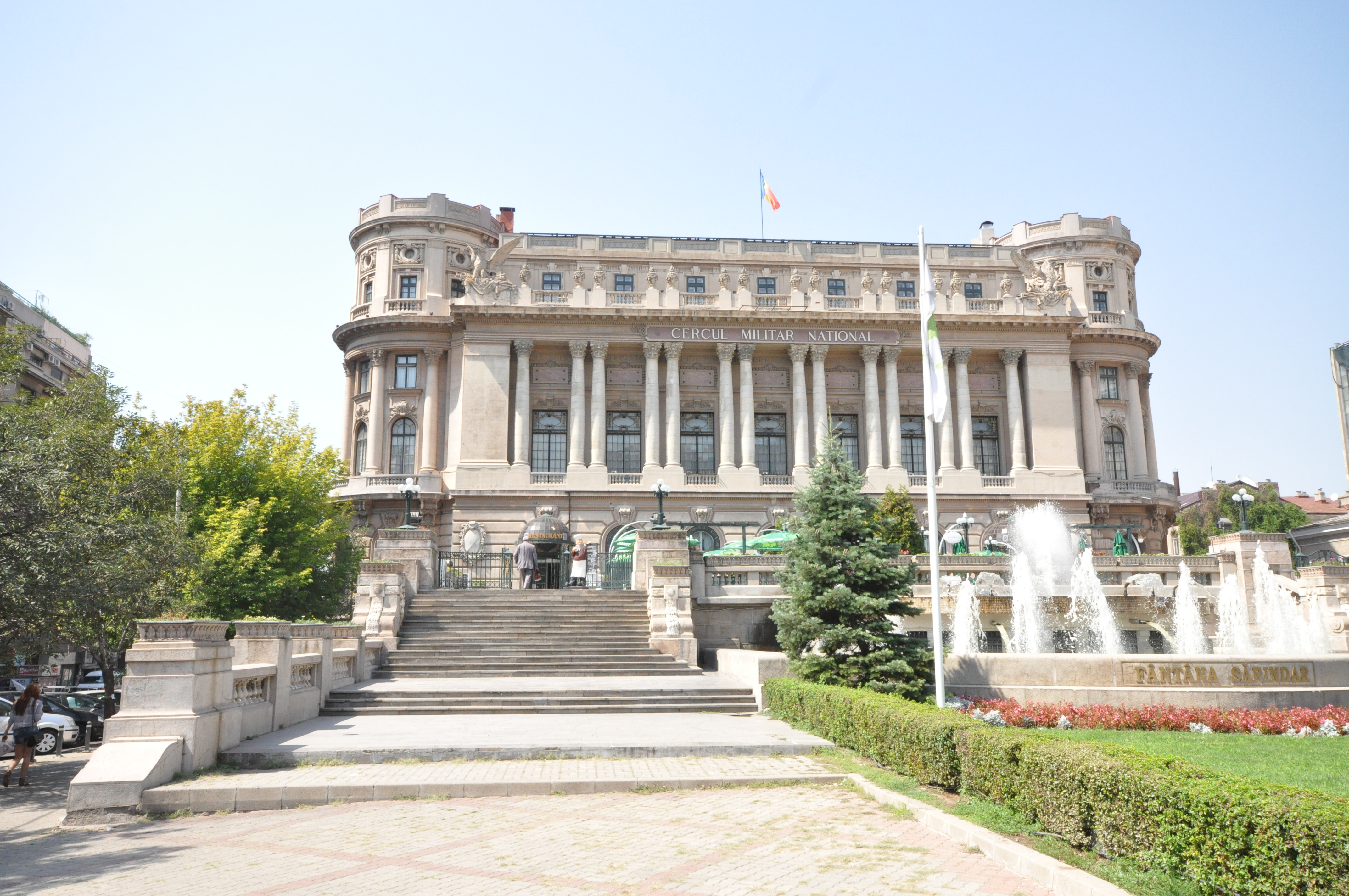
Cercul Militar Național
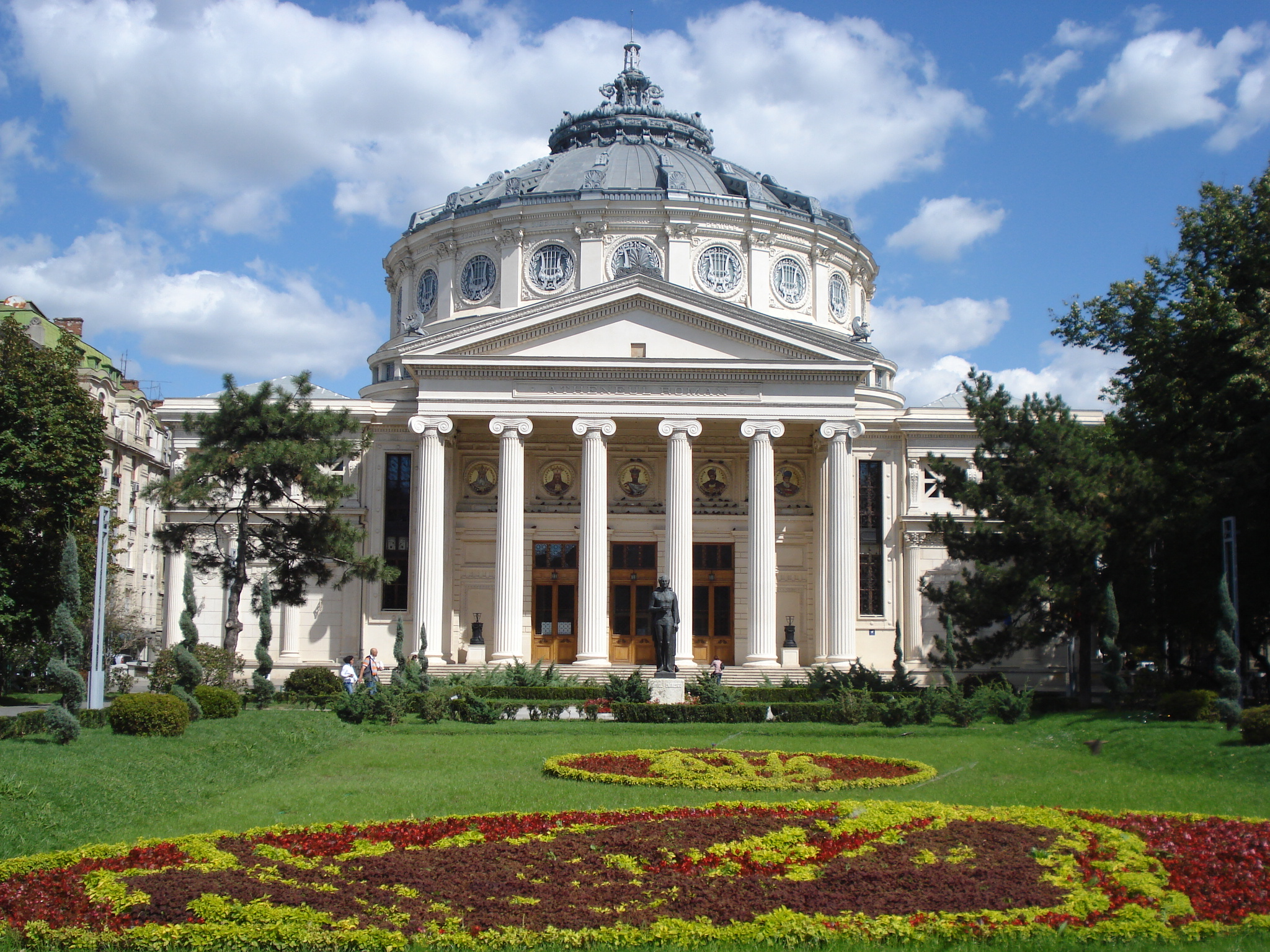
Ateneu Romanès
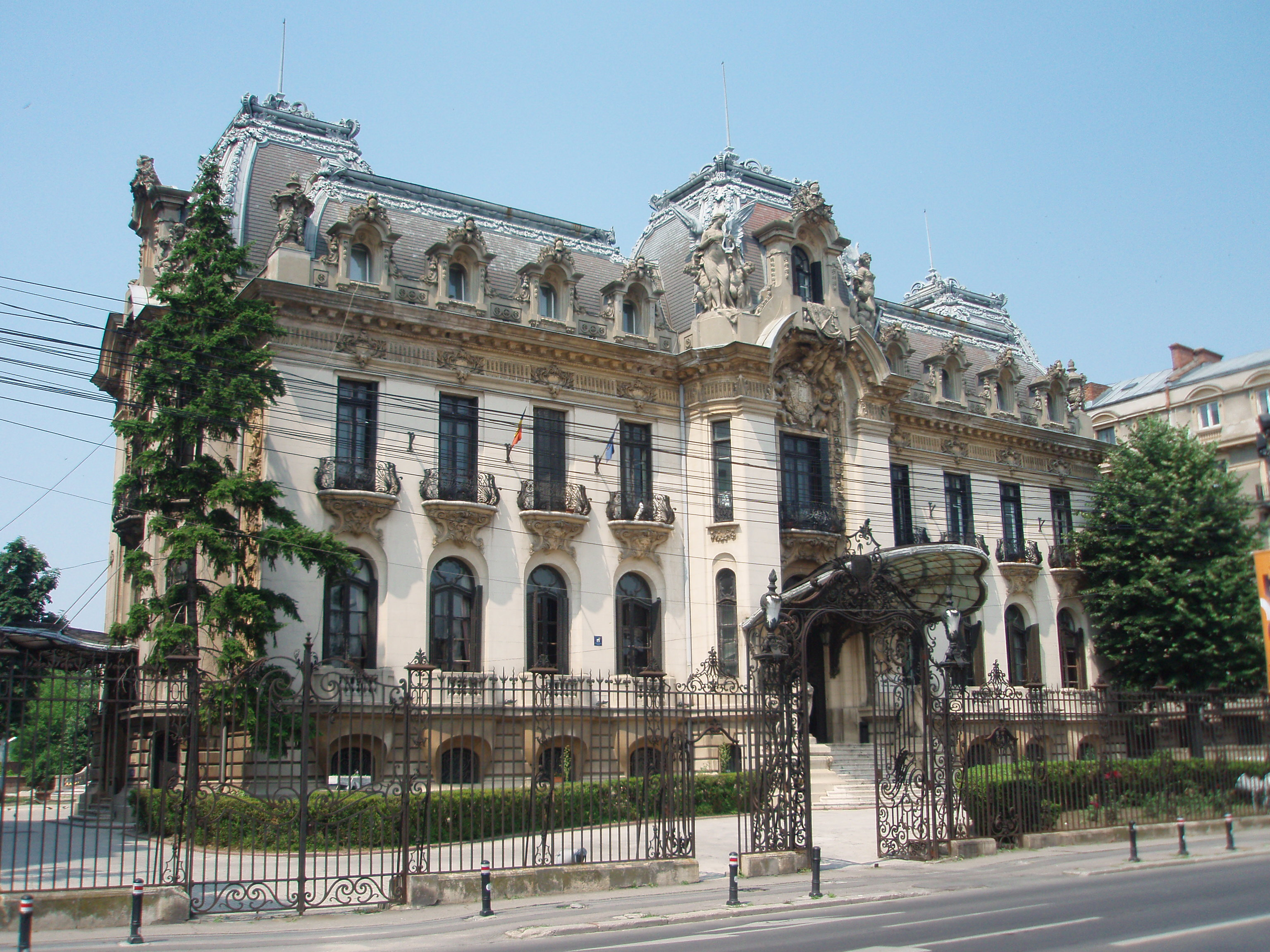
Palau Cantacuzino